# Matfors SK
Matfors SK (MSK) är en längdskidklubb i Matfors i Sundsvalls kommun. 
Klubben bildades 1980 då den bröts ur Matfors IF. Huvudsakliga verksamheten är barn- och ungdomsträning men även vuxenträning bedrivs vintertid. 
Klubben håller till vid Rännöbadet i Matforscentrum där de har sin klubbstuga som de delar med orienteringsklubben VK Uvarna. 
Föreningens vision är: Hela Matfors på skidor!
Under säsongen 2017/18 hade klubben omkring 150 aktiva barn och ungdomar i träning. Som mest var det omkring 70 barn från MSK på en tävling. Medlemsantalet ligger på omkring 300. 
Klubben underhåller året runt ett elljuspår på 3km samt vintertid ca 12km längdspår. Spåren används av motionärer och vid klubbens träningar.

## Arrangemang
Matfors SK arrangerar skidtävlingar och en etapp av Deltaterrängen.

### Ungdomstävlingar
Matfors Sk arrangerar varje år minst en tävling för ungdomar/juniorer. Tävlingen har genom åren sett lite annorlunda ut med bl.a skicross eller mer traditionella tävlingsformer. Klubben har utöver detta även vissa år arrangerat en sprintstafett för 2-mannalag där varje lagmedlem åker mer än en sträcka.
Under åren 2015 till 2018 arrangerades Längdfestivalen tillsammans med grannklubbarna Lucksta IF och IF Strategen. En mini-tour med deltävlingar och en jaktstart som avslutning.

### ICA-Loppet
En motionstävling med distanser på 5km, 10km, 21km och 42km där de två längre distanserna är seedningsgrundande för Tjejvasan respektive Vasaloppet. Varvet är 10,5km och går ca 5 km på sjöis och ca 5 km på åkrar och ett elljusspår runt Rännösjön. Spåret är småkuperat och likt terrängen i Vasaloppet. Varvloppet ger möjlighet att ha ett aktivt stadionområde med en större vätskestation samt aktiviteter för barn, familj och åskådare. 
Loppet har senaste åren haft omkring 300 startandes med namnkunniga vinnare som Charlotte Kalla, Anders Svanebo och Markus Ottosson. 

### Ungdoms-SM på längdskidor 2020
2020 fick MSK förtroendet att arrangera USM. Tävlingen för Sveriges främsta 15- och 16-åringar genomfördes den 7-9 februari i klassisk stil och är det hittills största arrangemanget i klubbens historia och även första gången klubben arrangerar en tävling med SM-status.